# Langzaam verkeer
Langzaam verkeer is een populaire term voor verkeer dat niet van een autoweg of autosnelweg gebruik mag maken. Het was tot 2001 een wettelijke term in Nederland en werd in de praktijk gelijkgesteld aan vervoermiddelen waarvoor een rijbewijs niet verplicht was.
Het langzaam verkeer omvat de voetganger, de fiets, fiets met trapondersteuning, snorfiets, bromfiets, inclusief bredere varianten zoals een bakfiets, het gehandicaptenvoertuig, en de geleider/berijder van bijvoorbeeld een paard. Onder het langzaam verkeer vallen verder motorvoertuigen met een snelheidsbeperking, zoals landbouwvoertuigen. Langzaam verkeer haalt niet de zestig kilometer per uur die vereist is om van Nederlandse snelwegen gebruik te mogen maken.
In Nederland moest langzaam verkeer vanaf de Duitse bezetting (1940) tot mei 2001 voorrang verlenen aan snelverkeer. In andere landen bestond dit onderscheid in de voorrangsregels tussen verkeersdeelnemers niet.
Een brug specifiek voor langzaam verkeer wordt ook wel een LV-brug genoemd.